# Canton de la Région Limouxine

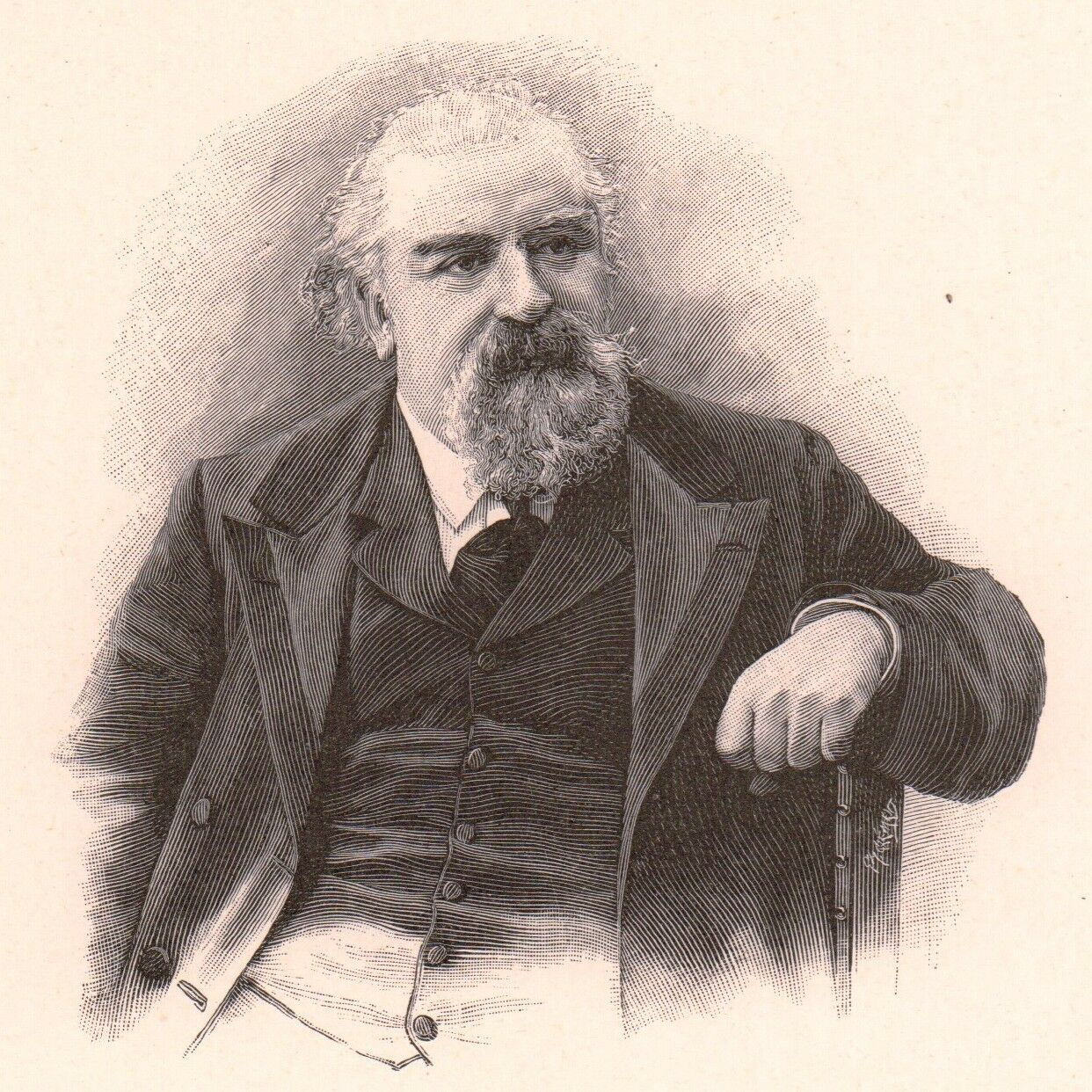
Étienne Dujardin-Beaumet (1852-1913) conseiller général (1887-1913), sous secrétaire d'État aux beaux-arts (1905-1912)

Le canton de la Région Limouxine, précédemment appelé canton de Limoux, est une circonscription électorale française située dans le département de l'Aude et la région Occitanie.
À la suite du redécoupage cantonal de 2014, les limites territoriales du canton sont remaniées. Le nombre de communes du canton passe de 23 à 35.

## Histoire
Un nouveau découpage territorial de l'Aude entre en vigueur en mars 2015, défini par le décret du 21 février 2014, en application des lois du 17 mai 2013 (loi organique 2013-402 et loi 2013-403). Les conseillers départementaux sont, à compter de ces élections, élus au scrutin majoritaire binominal mixte. Les électeurs de chaque canton élisent au Conseil départemental, nouvelle appellation du Conseil général, deux membres de sexe différent, qui se présentent en binôme de candidats. Les conseillers départementaux sont élus pour six ans au scrutin binominal majoritaire à deux tours, l'accès au second tour nécessitant 12,5 % des inscrits au premier tour. En outre la totalité des conseillers départementaux est renouvelée. Ce nouveau mode de scrutin nécessite un redécoupage des cantons dont le nombre est divisé par deux avec arrondi à l'unité impaire supérieure si ce nombre n'est pas entier impair, assorti de conditions de seuils minimaux. Dans l'Aude, le nombre de cantons passe ainsi de 35 à 19. Le nombre de communes du canton passe de 23 à 35.
Au 1er janvier 2016, le canton de Limoux devient le canton de la Région Limouxine par décret pris le 27 décembre 2015.

## Géographie
Ce canton est organisé autour de Limoux dans l'arrondissement de Limoux. Son altitude varie de 146 m (à Cépie) à 781 m (à Véraza) pour une altitude moyenne de 368 m.

## Représentation

### Conseillers généraux de 1833 à 2015
| Période                                  | Période      | Identité                               | Étiquette                    | Qualité |
| ---------------------------------------- | ------------ | -------------------------------------- | ---------------------------- | --- |
| 1833                                     | 1848         | Louis Auguste de Peyre                 | Centre                       | Conseiller référendaire à la Cour des Comptes Maire de Limoux (1830→1845) Député (1832→1848)                                                                               |
| avril 1848                               | août 1848    | Pierre Rousseau Tailhan                |                              | Maire de Limoux (avril à juillet 1848) |
| 1848                                     | 1852         | Pierre Pons                            | Républicain modéré           | Propriétaire à Limoux |
| 1852                                     | 1856 (décès) | Laurent François Auguste Espardellier  |                              | Avoué, maire de Limoux |
| 1856                                     | 1861         | Marc Gazel                             |                              | Maire de Limoux (1855→1860) |
| 1861                                     | 1870         | Jean Pierre Georges Détours            |                              | Maire de Limoux (1860→1867) |
| 1870                                     | 1871         | Léonce de Guiraud                      | Centre gauche                | Propriétaire-viticulteur Député (1870 et 1871→1873) |
| 1871                                     | 1873 (décès) | Fortuné Brousses                       | Républicain                  | Propriétaire à Pieusse Maire de Limoux (1870→1871) Député (1871→1873) |
| 1873                                     | 1874         | François Rougé                         | Républicain puis Boulangiste | Avoué Maire de Limoux Député (1876→1877 et 1878→1885) |
| 1874                                     | 1875 (décès) | Ferdinand-Auguste Lapasset (1817→1875) |                              | Général de division |
| 1887                                     | 1913 (décès) | Étienne Dujardin-Beaumetz              | Rad.                         | Artiste peintre Député (1889→1912) Sous-Secrétaire d'État aux Beaux-Arts (1905→1912) Sénateur (1912→1913)                                                                  |
| 1913                                     | 1922         | Pierre Constans                        | RG                           | Avoué Maire de Limoux (1912→1914 et 1919→1943) Député (1919→1928) |
| 1922                                     | 1940         | Achille Pratx                          | Rad.                         | Médecin Adjoint au maire de Limoux, conseiller d'arrondissement Nommé membre de la Commission administrative départementale en 1941 Nommé conseiller départemental en 1942 |
|                                          |              |                                        |                              | |
| 1945                                     | 1951         | Casimir Lacroux                        | SFIO                         | Maire de Limoux (1945→1947) |
| 1951                                     | 1952 (décès) | Sylvain Astruc                         | Rad.                         | Viticulteur à Cournanel, Ancien conseiller d'arrondissement |
| 1952                                     | 1958         | Ferdinand Albigès (1882→1959)          | Rad.                         | Viticulteur Maire de Malras |
| 1958                                     | 1970         | François Clamens                       | Rad. puis UNR puis UDR       | Industriel Député (1962→1967) Maire de Limoux de 1952 à 1971 |
| 1970                                     | 1988         | Robert Badoc (1922-1998)               | SFIO puis PS                 | Proviseur de lycée Maire de Limoux de 1971 à 1989 Député suppléant de Jacques Cambolive (1981→1986 et 1988→1993)                                                           |
| 1988                                     | 1994         | Serge Granovsky                        | UDF                          | Infirmier, chef d'entreprise Conseiller municipal de Limoux de 1989 à 1995                                                                                                 |
| 1994                                     | 2001         | Jean-Paul Dupré                        | PS                           | Cadre bancaire retraité Député (1997→2017) Maire de Limoux (1989-2020) |
| 2001                                     | 2015         | Pierre Bardies                         | PS                           | Responsable administratif Maire de Saint-Martin-de-Villereglan Vice-Président du Conseil général                                                                           |
| Les données manquantes sont à compléter. |              |                                        |                              | |

### Conseillers d'arrondissement (de 1833 à 1940)
Le canton de Limoux avait deux conseillers d'arrondissement.
| Période                                  | Période      | Identité                             | Étiquette   | Qualité |
| ---------------------------------------- | ------------ | ------------------------------------ | ----------- | --- |
| 1833                                     | 1836         | Jean Pierre Augustin Barthe d'Huleau |             | Président du Tribunal civil de Limoux                                                                       |
| 1833                                     | 1848         | M. Rivals                            |             | Avoué, adjoint au maire de Limoux                                                                           |
| 1836                                     | 1861         | M. Joly                              |             | Fabricant de draps à Limoux                                                                                 |
|                                          |              |                                      |             | |
| 1855                                     |              | Auguste Saunière                     |             | Maire d'Alet                                                                                                |
|                                          |              |                                      |             | |
|                                          | 1884 (décès) | Laurent Chanaud (1815-1884)          |             | Propriétaire, premier adjoint au maire de Limoux                                                            |
|                                          |              |                                      |             | |
| 1895                                     | 1907         | Baptiste Agoustenc                   | Radical     | Agriculteur, maire de Cépie                                                                                 |
| 1895                                     | 1898 (décès) | Eugène Vandurenque                   | Radical     | Maire de Limoux, ancien commandant de la Garde Nationale en 1870                                            |
| 1898                                     | 1907         | Ignace Tailhan                       | Radical     | Propriétaire, maire de Magrie                                                                               |
| 1907                                     | 1913         | Pierre Constans-Pouzols              | Républicain | Avoué à Limoux                                                                                              |
| 1907                                     | 1907         | Ernest Ferroul                       | Socialiste  | Médecin Elu également dans le canton de Sigean, qu'il choisit                                               |
| 1907                                     | 1913         | Jules Ané                            | Républicain | Médecin |
| 1913                                     |              | Gabriel d'Andrieu                    | Radical     | Propriétaire du château de Cépie                                                                            |
| 1913                                     | 1922         | Achille Pratx                        | Radical     | Médecin à Limoux                                                                                            |
|                                          |              |                                      |             | |
|                                          |              | Sylvain Astruc                       | Radical     | Viticulteur, maire de Cournanel                                                                             |
| 1919                                     |              | M. Fournié                           | Républicain | |
| 1919                                     | 1940         | Émile Blancard                       | Radical     | Propriétaire                                                                                                |
| 1940                                     |              |                                      |             | Les conseils d'arrondissement ont été suspendus par la loi du 12 octobre 1940 et n'ont jamais été réactivés |
| Les données manquantes sont à compléter. |              |                                      |             | |

### Conseillers départementaux à partir de 2015
| Période élective | Période élective | Mandat | Mandat   | Identité                    | Nuance | Nuance | Qualité |
| ---------------- | ---------------- | ------ | -------- | --------------------------- | ------ | ------ | --- |
| 2015             | 2021             | 2015   | 2021     | Pierre Bardies              |        | PS     | Retraité de l'administration Maire de Saint-Martin-de-Villereglan 5ème Vice-Président du Conseil départemental                                         |
| 2015             | 2021             | 2015   | 2021     | Rose-Marie Jalabert-Tailhan |        | PS     | Cadre administratif à Limoux |
| 2021             | 2028             | 2021   | en cours | Pierre Durand               |        | PS     | Chef d'entreprise hôtellerie-restauration, maire de Limoux, 5ème Vice-Président du conseil départemental, délégué aux ressources et au dialogue social |
| 2021             | 2028             | 2021   | en cours | Marie-Ange Larruy           |        | PCF    | Assistante sociale retraitée, adjointe au maire de Limoux                                                                                              |

### Résultats détaillés

#### Élections de mars 2015
À l'issue du premier tour des élections départementales de 2015, deux binômes sont en ballottage : Pierre Bardies et Rose-Marie Jalabert-Tailhan (PS, 36,1 %) et Carole Greboval et Fabien Raynier (FN, 29,07 %). Le taux de participation est de 59,96 % (8 401 votants sur 14 010 inscrits) contre 57,46 % au niveau départemental et 50,17 % au niveau national.
Au second tour, Pierre Bardies et Rose-Marie Jalabert-Tailhan (PS) sont élus avec 58,84 % des suffrages exprimés et un taux de participation de 61,12 % (4 464 voix pour 8 562 votants et 14 008 inscrits).

#### Élections de juin 2021
Le premier tour des élections départementales de 2021 est marqué par un très faible taux de participation (33,26 % au niveau national). Dans le canton de la Région Limouxine, ce taux de participation est de 46,17 % (6 170 votants sur 13 363 inscrits) contre 39,73 % au niveau départemental. À l'issue de ce premier tour, deux binômes sont en ballottage : Pierre Durand et Marie-Ange Larruy (Union à gauche avec des écologistes, 56,49 %) et Daphné Loopuyt et Julien Rancoule (RN, 29,95 %).
Le second tour des élections est marqué une nouvelle fois par une abstention massive équivalente au premier tour. Les taux de participation sont de 34,3 % au niveau national, 39,98 % dans le département et 48,53 % dans le canton de la Région Limouxine. Pierre Durand et Marie-Ange Larruy (Union à gauche avec des écologistes) sont élus avec 65,66 % des suffrages exprimés (3 894 voix pour 6 481 votants et 13 356 inscrits),,. 

## Composition

### Composition antérieure à 2015

Situation du canton de Limoux dans le département de l'Aude avant 2015.

Le canton de Limoux regroupait vingt-trois communes.
| Nom                         | Code Insee | Codepostal | Superficie (km2) | Population (dernière pop. légale) | Densité (hab./km2) |
| --------------------------- | ---------- | ---------- | ---------------- | --------------------------------- | ------------------ |
| Limoux (chef-lieu)          | 11206      | 11300      | 32,41            | 10 180 (2012)                     | 314                |
| Ajac                        | 11003      | 11300      | 5,29             | 196 (2012)                        | 37                 |
| Alet-les-Bains              | 11008      | 11580      | 23,54            | 439 (2012)                        | 19                 |
| La Bezole                   | 11039      | 11300      | 6,51             | 42 (2012)                         | 6,5                |
| Bouriège                    | 11045      | 11300      | 10,65            | 124 (2012)                        | 12                 |
| Bourigeole                  | 11046      | 11300      | 9,08             | 47 (2012)                         | 5,2                |
| Castelreng                  | 11078      | 11300      | 11,02            | 198 (2012)                        | 18                 |
| Cépie                       | 11090      | 11300      | 6,61             | 657 (2012)                        | 99                 |
| Cournanel                   | 11105      | 11300      | 6,34             | 665 (2012)                        | 105                |
| La Digne-d'Amont            | 11119      | 11300      | 3,61             | 289 (2012)                        | 80                 |
| La Digne-d'Aval             | 11120      | 11300      | 3,14             | 534 (2012)                        | 170                |
| Festes-et-Saint-André       | 11142      | 11300      | 18,07            | 192 (2012)                        | 11                 |
| Gaja-et-Villedieu           | 11158      | 11300      | 7,75             | 292 (2012)                        | 38                 |
| Loupia                      | 11207      | 11300      | 4,46             | 240 (2012)                        | 54                 |
| Magrie                      | 11211      | 11300      | 9,95             | 514 (2012)                        | 52                 |
| Malras                      | 11214      | 11300      | 4,22             | 364 (2012)                        | 86                 |
| Pauligne                    | 11274      | 11300      | 6,06             | 332 (2012)                        | 55                 |
| Pieusse                     | 11289      | 11300      | 12,92            | 1 002 (2012)                      | 78                 |
| Saint-Couat-du-Razès        | 11338      | 11300      | 6,40             | 62 (2012)                         | 9,7                |
| Saint-Martin-de-Villereglan | 11355      | 11300      | 9,38             | 359 (2012)                        | 38                 |
| Tourreilles                 | 11394      | 11300      | 6,29             | 125 (2012)                        | 20                 |
| Véraza                      | 11406      | 11580      | 14,66            | 37 (2012)                         | 2,5                |
| Villelongue-d'Aude          | 11427      | 11300      | 13,11            | 316 (2012)                        | 24                 |

### Composition à partir de 2015
Le canton comprend alors trente-cinq communes entières.
| Nom                            | Code Insee | Intercommunalité     | Superficie (km2) | Population (dernière pop. légale) | Densité (hab./km2) | Modifier                                    |
| ------------------------------ | ---------- | -------------------- | ---------------- | --------------------------------- | ------------------ | ------------------------------------------- |
| Limoux (bureau centralisateur) | 11206      | CC du Limouxin       | 32,41            | 10 339 (2022)                     | 319                | modifier les données · modifier les données |
| Ajac                           | 11003      | CC du Limouxin       | 5,29             | 198 (2022)                        | 37                 | modifier les données · modifier les données |
| Alet-les-Bains                 | 11008      | CC du Limouxin       | 23,54            | 384 (2022)                        | 16                 | modifier les données · modifier les données |
| Belcastel-et-Buc               | 11029      | CC du Limouxin       | 14,15            | 60 (2022)                         | 4,2                | modifier les données · modifier les données |
| La Bezole                      | 11039      | CC du Limouxin       | 6,51             | 47 (2022)                         | 7,2                | modifier les données · modifier les données |
| Bouriège                       | 11045      | CC du Limouxin       | 10,65            | 151 (2022)                        | 14                 | modifier les données · modifier les données |
| Bourigeole                     | 11046      | CC du Limouxin       | 9,08             | 55 (2022)                         | 6,1                | modifier les données · modifier les données |
| Castelreng                     | 11078      | CC du Limouxin       | 11,02            | 207 (2022)                        | 19                 | modifier les données · modifier les données |
| Caunette-sur-Lauquet           | 11082      | CC du Limouxin       | 4,97             | 11 (2022)                         | 2,2                | modifier les données · modifier les données |
| Cépie                          | 11090      | CC du Limouxin       | 6,61             | 603 (2022)                        | 91                 | modifier les données · modifier les données |
| Clermont-sur-Lauquet           | 11094      | CC du Limouxin       | 18,29            | 30 (2022)                         | 1,6                | modifier les données · modifier les données |
| Cournanel                      | 11105      | CC du Limouxin       | 6,34             | 664 (2022)                        | 105                | modifier les données · modifier les données |
| La Digne-d'Amont               | 11119      | CC du Limouxin       | 3,61             | 290 (2022)                        | 80                 | modifier les données · modifier les données |
| La Digne-d'Aval                | 11120      | CC du Limouxin       | 3,14             | 526 (2022)                        | 168                | modifier les données · modifier les données |
| Festes-et-Saint-André          | 11142      | CC du Limouxin       | 18,07            | 187 (2022)                        | 10                 | modifier les données · modifier les données |
| Gaja-et-Villedieu              | 11158      | CC du Limouxin       | 7,75             | 309 (2022)                        | 40                 | modifier les données · modifier les données |
| Gardie                         | 11161      | CC du Limouxin       | 4,65             | 128 (2022)                        | 28                 | modifier les données · modifier les données |
| Greffeil                       | 11169      | CC du Limouxin       | 13,67            | 94 (2022)                         | 6,9                | modifier les données · modifier les données |
| Ladern-sur-Lauquet             | 11183      | CC du Limouxin       | 24,64            | 257 (2022)                        | 10                 | modifier les données · modifier les données |
| Loupia                         | 11207      | CC du Limouxin       | 4,46             | 253 (2022)                        | 57                 | modifier les données · modifier les données |
| Magrie                         | 11211      | CC du Limouxin       | 9,95             | 543 (2022)                        | 55                 | modifier les données · modifier les données |
| Malras                         | 11214      | CC du Limouxin       | 4,22             | 437 (2022)                        | 104                | modifier les données · modifier les données |
| Pauligne                       | 11274      | CC du Limouxin       | 6,06             | 363 (2022)                        | 60                 | modifier les données · modifier les données |
| Pieusse                        | 11289      | CC du Limouxin       | 12,92            | 967 (2022)                        | 75                 | modifier les données · modifier les données |
| Pomas                          | 11293      | CA Carcassonne Agglo | 10,15            | 985 (2022)                        | 97                 | modifier les données · modifier les données |
| Saint-Couat-du-Razès           | 11338      | CC du Limouxin       | 6,40             | 43 (2022)                         | 6,7                | modifier les données · modifier les données |
| Saint-Hilaire                  | 11344      | CC du Limouxin       | 23,02            | 713 (2022)                        | 31                 | modifier les données · modifier les données |
| Saint-Martin-de-Villereglan    | 11355      | CC du Limouxin       | 9,38             | 386 (2022)                        | 41                 | modifier les données · modifier les données |
| Saint-Polycarpe                | 11364      | CC du Limouxin       | 13,81            | 160 (2022)                        | 12                 | modifier les données · modifier les données |
| Tourreilles                    | 11394      | CC du Limouxin       | 6,29             | 132 (2022)                        | 21                 | modifier les données · modifier les données |
| Véraza                         | 11406      | CC du Limouxin       | 14,66            | 32 (2022)                         | 2,2                | modifier les données · modifier les données |
| Villar-Saint-Anselme           | 11415      | CC du Limouxin       | 5,88             | 117 (2022)                        | 20                 | modifier les données · modifier les données |
| Villardebelle                  | 11412      | CC du Limouxin       | 13,14            | 61 (2022)                         | 4,6                | modifier les données · modifier les données |
| Villebazy                      | 11420      | CC du Limouxin       | 12,18            | 140 (2022)                        | 11                 | modifier les données · modifier les données |
| Villelongue-d'Aude             | 11427      | CC du Limouxin       | 13,11            | 314 (2022)                        | 24                 | modifier les données · modifier les données |
| Canton de la Région Limouxine  | 1109       |                      | 390,02           | 20 186 (2022)                     | 52                 | modifier les données                        |

## Démographie

### Démographie avant 2015
| 1962   | 1968   | 1975   | 1982   | 1990   | 1999   | 2006   | 2011   | 2012   |
| ------ | ------ | ------ | ------ | ------ | ------ | ------ | ------ | ------ |
| 14 816 | 15 652 | 15 748 | 15 450 | 15 600 | 15 598 | 16 501 | 17 165 | 17 206 |

### Démographie depuis 2015
En 2022, le canton comptait 20 186 habitants, en évolution de +1,64 % par rapport à 2016 (Aude : +2,65 %, France hors Mayotte : +2,11 %).
| 2013   | 2018   | 2022   |
| ------ | ------ | ------ |
| 19 803 | 19 864 | 20 186 |